# Engelen
Pour les articles homonymes, voir Engelen.
 (octobre 2018).
Si vous disposez d'ouvrages ou d'articles de référence ou si vous connaissez des sites web de qualité traitant du thème abordé ici, merci de compléter l'article en donnant les références utiles à sa vérifiabilité et en les liant à la section « Notes et références ».
Engelen est un village situé dans la commune néerlandaise de Bois-le-Duc, dans la province du Brabant-Septentrional. En 2007, le village comptait 4 600 habitants. Engelen est considéré comme quartier de la ville, mais a conservé son caractère de village, entouré de nouvelles habitations des extensions de la ville.

## Histoire

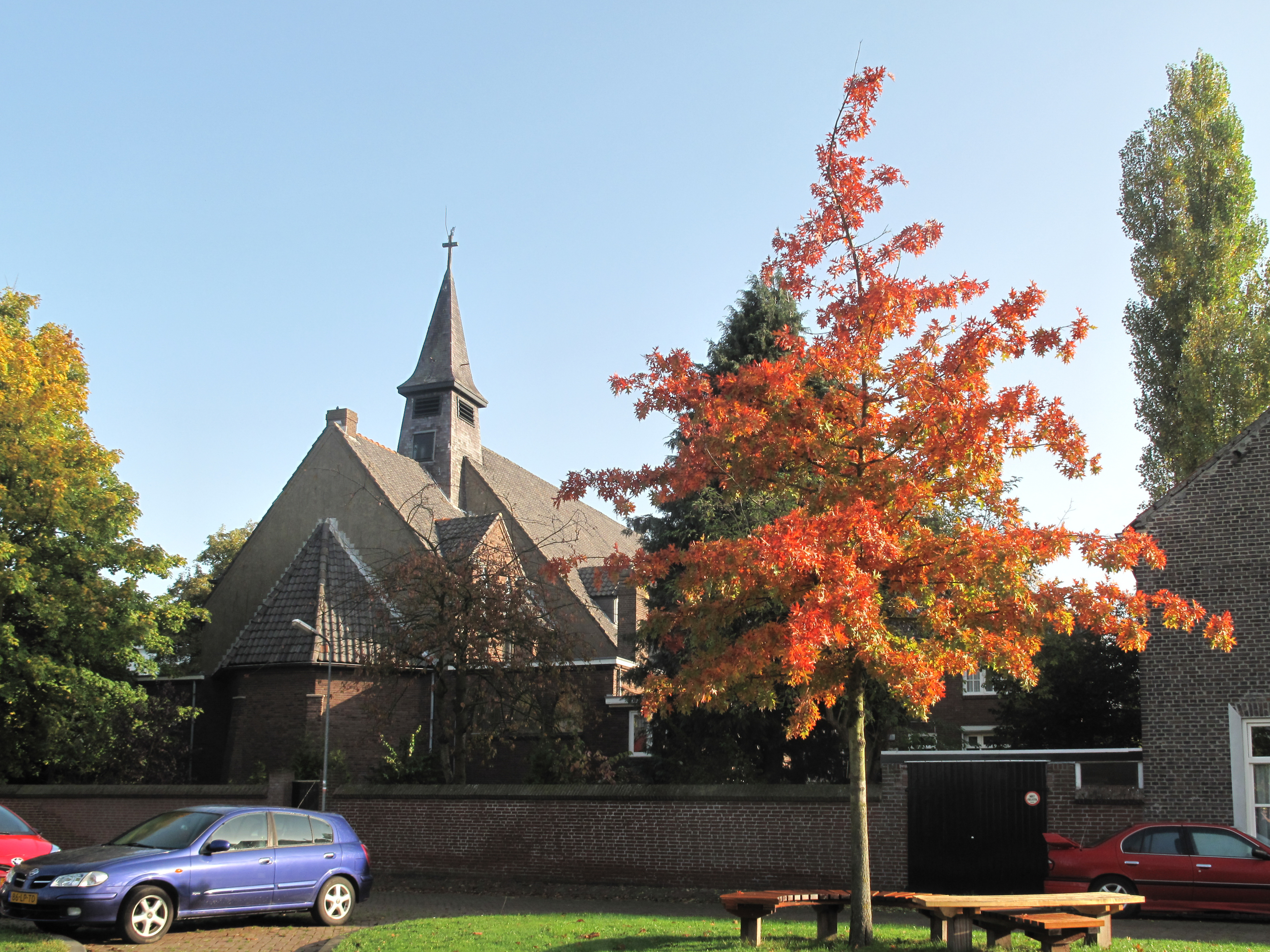
Engelen, église : de Sint Lambertuskerk

Engelen fut une commune indépendante avant 1810 et de 1821 à 1971. Entre 1810 et 1821, le village fait partie de la commune de Vlijmen en Engelen. En 1922, Bokhoven lui est rattaché. Depuis le 1er janvier 1971, le village est rattaché à la commune de Bois-le-Duc.